# Adam Blaszyński
Adam Blaszyński pseud. „Blacha” (ur. ok. 1951, zm. 10 lipca 2022) – polski perkusista.

## Życiorys
Karierę muzyczną zaczynał w latach 60. XX wieku w pruszkowskich zespołach amatorskich. Następnie zasilił skład Grupy Bluesowej „Stodoła” (znanej później jako Grupa Bluesowa Gramine). Od 1972 był członkiem założonego przez Piotra Buldeskiego zespołu Piotr Pastor i Słońce. Był również członkiem takich zespołów jak Grupa Dominika czy Bumerang. Przez wiele lat występował także na kontraktach zagranicznych w Finlandii, Jordanii, Iraku, Libanie oraz Kanadzie. Był też perkusistą ostatniego składu zespołu 2 plus 1, którego wokalistą była jego żona Urszula Blaszyńska.
Zmarł 10 lipca 2022 i został pochowany na cmentarzu parafialnym w Pruszkowie (sektor: G15, rząd:2, grób: 13).